# Michael Hedges
Pour les articles homonymes, voir Hedges.
Michael Alden Hedges, né le 31 décembre 1953 à Sacramento (Californie) et mort le 2 décembre 1997 dans le comté de Mendocino (Californie), est un guitariste et auteur-compositeur-interprète américain.
Il a été (et est encore) associé à tort et de façon limitative à la musique  nouvel âge, probablement en raison de son association avec la maison de disques Windham Hill qu'il a aidé à créer et qui a produit certains musiciens du genre new age. Ce passage chez Windham Hill lui a notamment permis de collaborer avec des artistes comme Michael Manring, Dweezil Zappa et Crosby, Stills & Nash, entre autres. Hedges se définissait lui-même comme un « acoustique violent » (en raison de sa technique particulière de tapping à deux mains).

## Biographie
Michael Hedges étudie la guitare classique à l'Université Phillips d'Enid, sa ville de naissance. C'est dans cette université qu'a lieu une rencontre déterminante pour lui : E. J. Ulrich qui est vite devenu son mentor et avec qui il a beaucoup évolué. Il poursuit ses études musicales à l'Institut Peabody de Baltimore dans le Maryland où son apprentissage classique est combiné à diverses techniques inusitées sur guitare acoustique à cordes de métal. Il s'intéresse également à la musique électronique ce qui l'amène à fréquenter l'Université Stanford en Californie où il fait la connaissance de William Ackerman, cofondateur de Windham Hill Records. Il s'intéresse à un large éventail de styles musicaux et se révèle un musicien extrêmement dynamique sur scène. Pendant son séjour à Peabody, Michael finance ses études en se produisant en solo dans divers pubs, restaurants et cafés du centre-ville de Baltimore. En 1980, il part pour la Californie pour entreprendre des études musicales à l'université Stanford. Déjà doté d'un style très personnel, il se produit pendant plusieurs années au New Varsity Theater. Ses premiers enregistrements en direct ont été réalisés par Randy Lutge qui a capté et archivé de nombreux enregistrements sonores et vidéo des prestations de Hedges. Devenu un habitué du Varsity Theatre, il a l'occasion de rencontrer et de jouer avec plusieurs excellents musiciens comme Tuck & Patti Andress, John Fahey (un des précurseurs du style tapping sur guitare acoustique et l'un des premiers guitaristes à jouer des solos pour guitare acoustique à cordes métalliques) et plusieurs autres. En 1981, il signe son premier contrat avec William Ackerman qui l'avait entendu jouer au Varsity Theater et qui l'a rapidement convaincu de se joindre à lui.
Doté d'une technique unique, il devient rapidement une référence dans le monde de la guitare acoustique. Michael Hedges est apparu sur à peu près toutes les couvertures de magazines spécialisés en guitare. Il est d'ailleurs récompensé par le titre de « Meilleur guitariste acoustique » durant cinq années consécutives. Un titre décerné par l'ensemble des lecteurs du magazine Guitar Player qui l'a par la suite inclus dans sa liste 25 Guitarists Who Shook the World. Dans les années qui suivent, il est surnommé The Man Band (« l'homme orchestre ») car en plus de sa façon particulière de jouer de la guitare, il élabore une technique de jeu particulière sur guitare harpe. Sur plusieurs de ses albums, il a pour partenaire Michael Manring pour des duos basse/guitare.
Le 2 décembre 1997, on retrouve son corps dans un ravin à côté de sa voiture accidentée. Il est mort à l'âge de 43 ans.

## Discographie
- 1981 Breakfast in the Field
- 1985 Aerial Boundaries
- 1987 Live on the Double Planet
- 1987 Watching My Life Go By
- 1989 Taproot
- 1994 Princess Scargo & The Birthday Pumpkin
- 1994 Road to Return
- 1996 Oracle

### Disques posthumes
- 1999 Torched
- 2001 Beyond Boundaries: Guitar Solos

### Collaborations
- 1986 Unusual Weather de Michael Manring
- 1988 Oh yes I can ! de David Crosby
- 1994 After the Storm de Crosby, Stills & Nash
- 1996 Stick & Stones de Rob Eberhard Young
- 1997 All Side Now de Pat Martino